# Apicomplexa
Embranchement
Taxons de rang inférieur
- Aconoidasida
  - Haemosporasina
  - Piroplasmasina
- Conoidasida
  - Coccidiasina
  - Gregarinasina

Position phylogénétique
- Eukaryota
  - clade « SAR »
    - Straménopiles
    - Rhizaria
    - Alveolata
      - Ciliophora
      - Dinophyta
      - Apicomplexa

Les apicomplexes (Apicomplexa), ou sporozoaires (Sporozoa), sont un embranchement d'eucaryotes unicellulaires, tous parasites d'animaux et certains, de l'être humain. Les Plasmodium, responsables du paludisme, sont un exemple d'apicomplexes.
Les apicomplexes ne possèdent pas de flagelle, sauf à certains moments du cycle vital. Ce cycle fait généralement intervenir plusieurs hôtes. La présence d'un ADN chloroplastique vestigial chez certaines espèces laisse penser que ces organismes dérivent d'un ancêtre photosynthétique, ou qu'ils ont acquis et recyclé certains gènes d'un organisme photosynthétique.

## Caractéristiques propres

Représentation d'un Apicomplexan
A. Complexe Apical

1. Anneau polaire antérieur
2. Intro-conoïde Microtubules
3. Conoïde
4. Anneau polaire postérieur
5. Inner membrane complex
6. Subpellicular microtubules
7. Rhoptries, retiennent les enzymes libérées lors de la pénétration dans l'hôte
8. Micronèmes, importants pour l'invasion des cellules hôtes et la motilité par glissement
9. Mitochondrie
10. Micropore
11. Granules denses
12. Apicoplaste, le lieu de voies métaboliques importantes
13. Appareil de Golgi
14. Nucléole
15. Réticulum endoplasmique lisse

## Reproduction
Le cycle de vie est constitué par une alternance de générations haploïdes et diploïdes, chacune pouvant se multiplier par schizogonie.
La reproduction sexuée fait intervenir un microgamète mâle qui fusionne avec un macrogamète femelle. Un zygote le plus souvent flagellé est ainsi obtenu. Celui-ci se transforme ensuite en oocyste, forme de résistance car pourvu d'une paroi épaisse. Lorsque les conditions sont réunies, la méiose puis la sporogonie (nombreuses divisions cellulaires) ont lieu, donnant naissance à des formes infectieuses haploïdes (les sporozoïtes).

## Espèces d'Apicomplexa
- Agent de la babésiose
  - Babesia canis
  - Babesia divergens
  - Babesia microti
- Cryptosporidies, agents des cryptosporidioses
  - Cryptosporidium felis
  - Cryptosporidium hominis
  - Cryptosporidium parvum
- Coccidies, agents des coccidioses
  - Eimeria ahsata
  - Eimeria acervulina
  - Eimeria bovis
  - Eimeria brunetti
  - Eimeria columbarum (agent de la coccidiose des pigeons)
  - Eimeria crandallis
  - Eimeria falciforme
  - Eimeria flavescens
  - Eimeria labbeana (agent de la coccidiose des pigeons)
  - Eimeria maxima
  - Eimeria meleagridis
  - Eimeria mitis
  - Eimeria necatrix
  - Eimeria ninakohlyakimovae
  - Eimeria perforans
  - Eimeria praecox
  - Eimeria sciurorum
  - Eimeria stiedae (agent de la coccidiose des lapins)
  - Eimeria tenella
  - Eimeria zurnii
- Gregarina
  - Gregarina cuneata
- Monospora
  - Monospora polyancantha
- Agent de la néosporose
  - Neospora caninum
- Plasmodium, agents du paludisme
  - Plasmodium falciparum
  - Plasmodium knowlesi
  - Plasmodium malariae
  - Plasmodium ovale
  - Plasmodium vivax

- Theileria
  - Theileria annulata (agent de la theilériose)
  - Theileria parva (agent de la fièvre de la Côte Est)

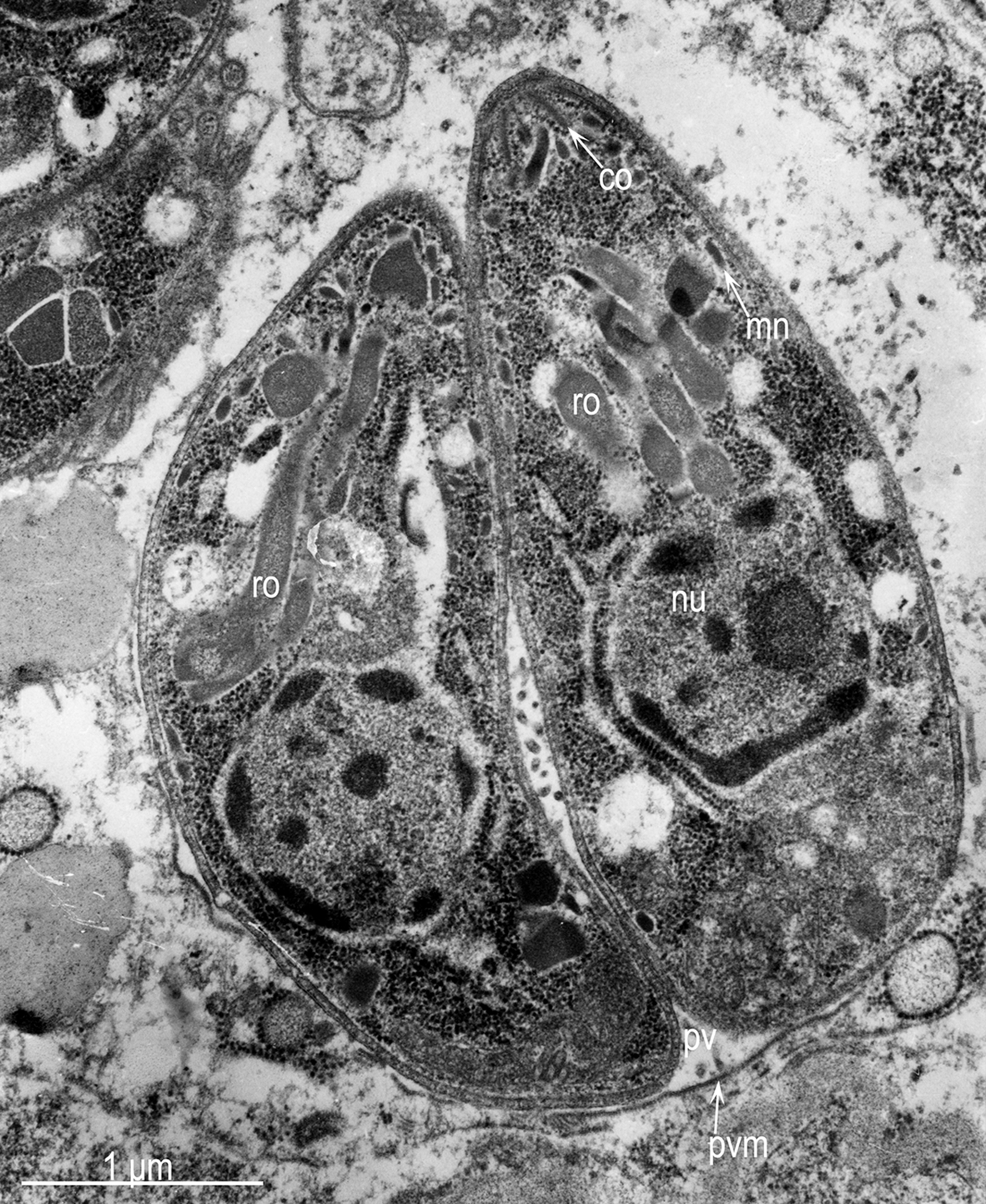
Toxoplasma gondii

- Toxoplasme, agent de la toxoplasmose
  - Toxoplasma gondii

## Espèces fossiles
- † Paleohaimatus calabresi